# Chełm Mały
Chełm Mały – nieoficjalna nazwa części wsi Chełm Śląski w Polsce położona w województwie śląskim, w powiecie bieruńsko-lędzińskim, w gminie Chełm Śląski.
Miejscowość położona jest na Pagórach Jaworznickich przy drodze wojewódzkiej nr 780, nad Przemszą.
W 1977 Chełm Mały został włączony w granice administracyjne Mysłowic.
W latach 1975–1998 miejscowość administracyjnie należała do województwa katowickiego.